# Neuvéglise-sur-Truyère
Neuvéglise-sur-Truyère ist eine französische Gemeinde im Département Cantal in der Region Auvergne-Rhône-Alpes. Sie entstand als Commune nouvelle durch ein Dekret vom 21. September 2016 mit Wirkung vom 1. Januar 2017, indem die bisherigen Gemeinden Neuvéglise, Lavastrie, Oradour und Sériers zusammengelegt wurden. Diese sind seither Communes deleguées. Neuvéglise ist der Hauptort (Chef-lieu).

## Gemeindegliederung
| Ortsteil                      | ehemaliger INSEE-Code | Fläche (km²) | Einwohnerzahl (2022) |
| ----------------------------- | --------------------- | ------------ | -------------------- |
| Lavastrie                     | 15099                 | 24,14        | .0257                |
| Neuvéglise (Verwaltungssitz)0 | 15142                 | 54,70        | 1.061                |
| Oradour                       | 15145                 | 33,77        | .0224                |
| Sériers                       | 15227                 | 12,62        | .0147                |

## Geografie
Neuvéglise-sur-Truyère liegt südlich der Bergkette Monts du Cantal im Bereich des Zentralmassivs. Der Namenszusatz zeugt vom Fluss Truyère, der an der südlichen Gemeindegrenze verläuft. Im Gemeindegebiet mündet auch der Nebenfluss Épie in die Truyère, desgleichen verläuft an der nordöstlichen Gemeindegrenze der Fluss Alleuze.

## Sehenswürdigkeiten

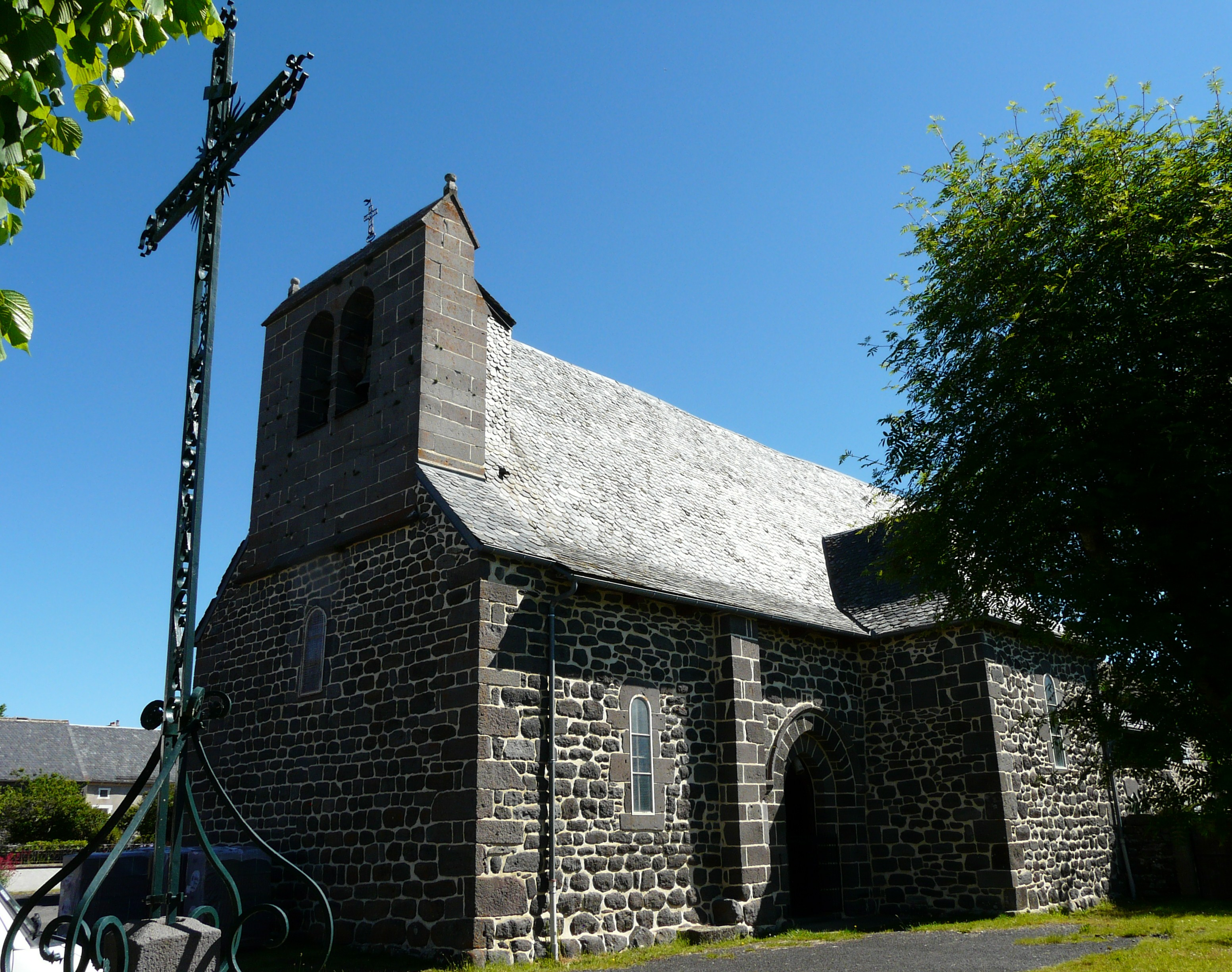
Kirche Saint-Jacques im Ortsteil Sériers